# ディストピア (ぼくのりりっくのぼうよみのシングル)
「ディストピア」は、日本のシンガーソングライター・たなかが、ぼくのりりっくのぼうよみ名義で2016年7月20日にCONNECTONEから発売した1枚目のEP。

## 概要
- 前作「Newspeak」から約1ヶ月ぶり、CDシングルとしてはヴィレッジヴァンガード下北沢店限定販売による「sub/objective」から約8ヶ月ぶりの作品。
- タイトルは作品のイメージから最後に決めたという。また、収録曲には全体的にジャズの要素が取り入れられている[1]。
- 初回限定盤と通常盤の2形態で発売され、初回限定盤には「Water boarding」をモチーフに書き下ろされた短編小説と、次作アルバム『Noah's Ark』の構想が記されたアイデアノートが同梱された[2]。
- 初回限定盤の裏ジャケットはCDの遺影が描かれている。これについてぼくりりは、「CD全盛期はCDを発売すれば売れたが現代はいろいろ工夫を凝らして発売しなければならない。CDに費やすお金を、歌詞カードや他の物に使ってしっかり作った方が面白いと思うからCDは廃盤にするべき」という思考を語っている[1]。

## 収録曲
1. Newspeak [3:17]
作詞：ぼくのりりっくのぼうよみ
作曲：にお、ぼくのりりっくのぼうよみ
今作で唯一ミュージック・ビデオが制作され、自身初の監督も担当している。
2. noiseful world [3:55]
作詞：ぼくのりりっくのぼうよみ
作曲：にお、ぼくのりりっくのぼうよみ
動画サイト・YouTubeにて、サポートメンバーであるタケウチカズタケによるピアノ演奏と共に歌唱している動画が公開されている。
3. Water boarding [4:23]
作詞：ぼくのりりっくのぼうよみ
作曲：bermei.inazawa、ぼくのりりっくのぼうよみ
4. sub/objective (remix) [3:08]
作詞：ぼくのりりっくのぼうよみ
作曲：DAREI、ぼくのりりっくのぼうよみ

## 参加ミュージシャン
- ぼくのりりっくのぼうよみ：Vocal (全曲)

Additional Musicians
- gaQdan：Strings (#3)
  - 杉原佳恵：1st Violin
  - 立花舞：2nd Violin
  - 中田裕一：Viola
  - 佐藤明：Violoncello

## タイアップ
- NHK Eテレ系討論番組『新世代が解く!ニッポンのジレンマ』テーマソング (#1)

## 収録アルバム
- Noah's Ark (#1,2,3)
- 人間 (#1)